# Trichomanes exsectum
Trichomanes exsectum là một loài thực vật có mạch trong họ Hymenophyllaceae. Loài này được Kunze miêu tả khoa học đầu tiên.